# جسر السويس
جسر السويس شارع رئيسي في محافظة القاهرة يعتبر في شرق القاهرة بداية من منشية البكري وكان يسمى شارع سكة حديد السويس حيث انه كان يمر به أول خط سكك حديدية أنشأ بمصر وإفريقيا وثاني خط سكك حديد في العالم وكان يمر من هذا المكان تحديدا لخدمة معسكرات جيش الاحتلال البريطاني من العباسية وحلمية الزيتون والهايكستب ثم في بداية الستينيات تغير اسمه إلى شارع الفريق عزيز المصري ثم استقرت التسمية الشعبية جسر السويس واعتمدت روكسي إلى طريق مصر - إسماعيلية الصحراوي مروراً بحي مصر الجديدة وعين شمس والسلام.

## أهم الشوارع
- شارع الخمسين الموازي لجسر السويس
- شارع جمال عبد الناصر من آخر شارع جسر السويس
- سوق القنال الدولي
- مدينة قباء جسر السويس
- شارع الأربعين
- شارع الشهيد احمد عصمت

## أهم المعالم
- كوبري التجنيد الذي يقع في منتصف الشارع تقريبا
- نادي الشمس الرياضي
- ميدان الألف مسكن
- فندق السلام
- حديقة بدر
- موقف العاشر من رمضان
- مركز محمود نظير الطبي